# Алиярова, Наргиз
Наргиз Алиярова (азерб. Nərgiz Əliyarova; род. 1968, Баку) — азербайджанская пианистка и музыковед классической музыки. Заслуженная артистка Азербайджанской Республики (2008).

## Биография
Родилась в Баку в 1968 году.
В 1986 году она окончила Среднюю специальную музыкальную школу имени Бюльбюля с золотой медалью и поступила в Азербайджанскую Государственную Консерваторию имени У.Гаджибекова на фортепианный факультет. В студенческие годы за успехи в учёбе была удостоена Ленинской стипендии. В 1991 году она с отличием закончила консерваторию и продолжила свое обучении в ассистентуре-стажировке при консерватории.
С 1992 года Алиярова начала работать в Бакинской Музыкальной Академии, сперва в качестве преподавателя, затем старшего преподавателя, доцента и с 2010 года в качестве профессора. В 2001 году она защитила диссертацию на тему «Сонаты для скрипки и фортепиано азербайджанских композиторов»
(Вопросы стиля и интерпретации) и получила ученую степень кандидата искусствоведения. С 2002 году она является солистом Азербайджанского Государственного Фортепианного Трио, созданного при Азербайджанской Государственной Филармонии.
В 2009 и 2010 годах она выпустила два компакт диска. Алиярова — автор более десяти научных статей, методических пособий и учебного пособия.
С девяти лет Алиярова начала выступать в республике и ряде стран Европы с сольными концертами, в составе разнообразных ансамблей и в качестве солиста с симфоническими и камерными оркестрами.
После окончания консерватории она стажировалась в России, Германии и Великобритании.
В 2008 году Наргиз завоевала II место и звание лауреата на 11-м Международном Конкурсе имени Пьетро Ардженто в Италии. В том же году Алиярова была удостоена звания Заслуженного артиста Азербайджанской Республики. В 2010 году Высшая Аттестационная Комиссия Азербайджанской Республики присудила Алияровой научное звание профессора. В том же году ей был присужден Почетный Диплом Польского государства за «пропаганду произведений Шопенa».